# Kitty Hawk (Carolina del Nord)

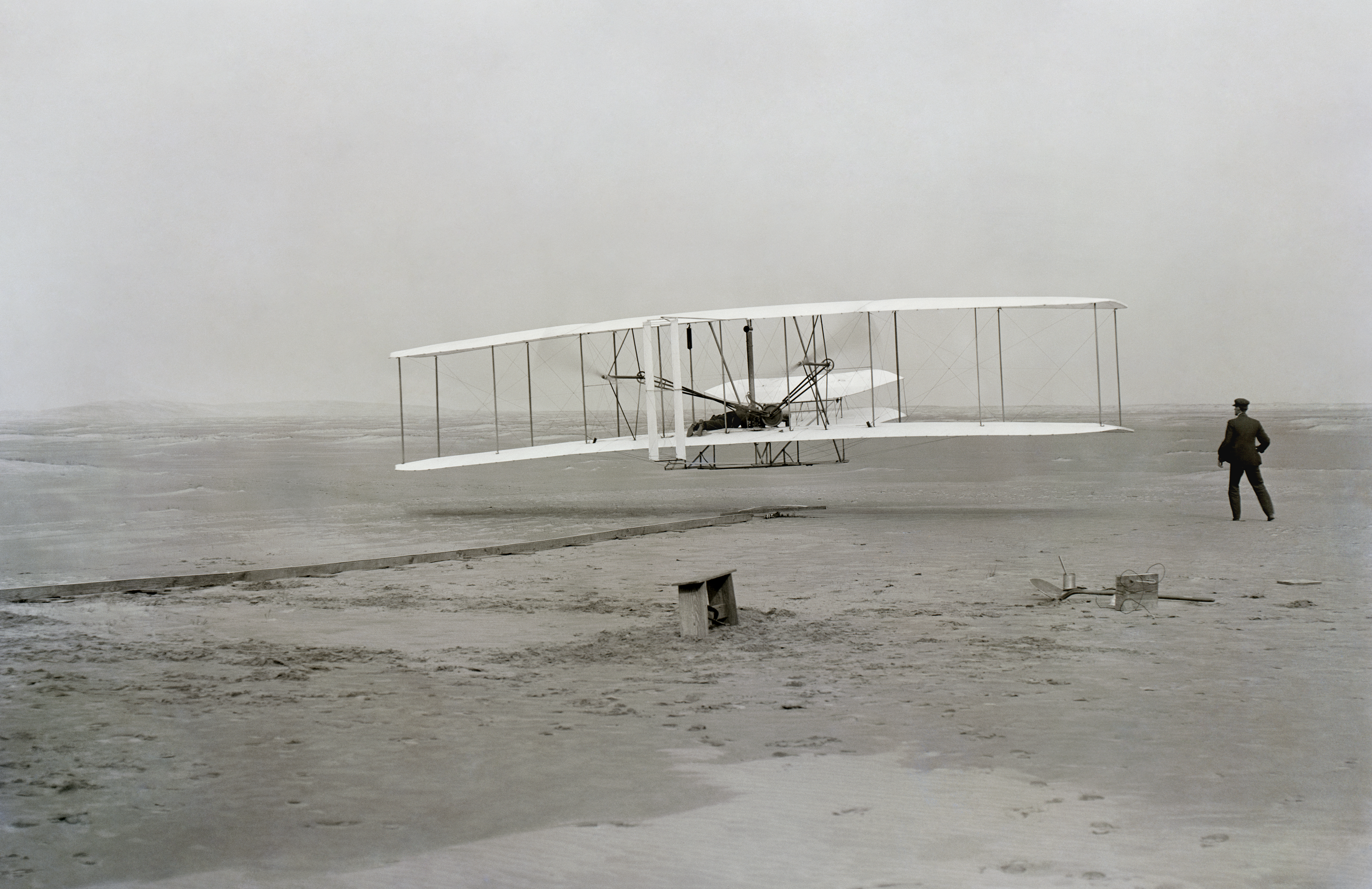
Il primo volo del Wright Flyer, il 17 dicembre 1903, ebbe luogo a Kill Devil Hills, 6 km a sud di Kitty Hawk.

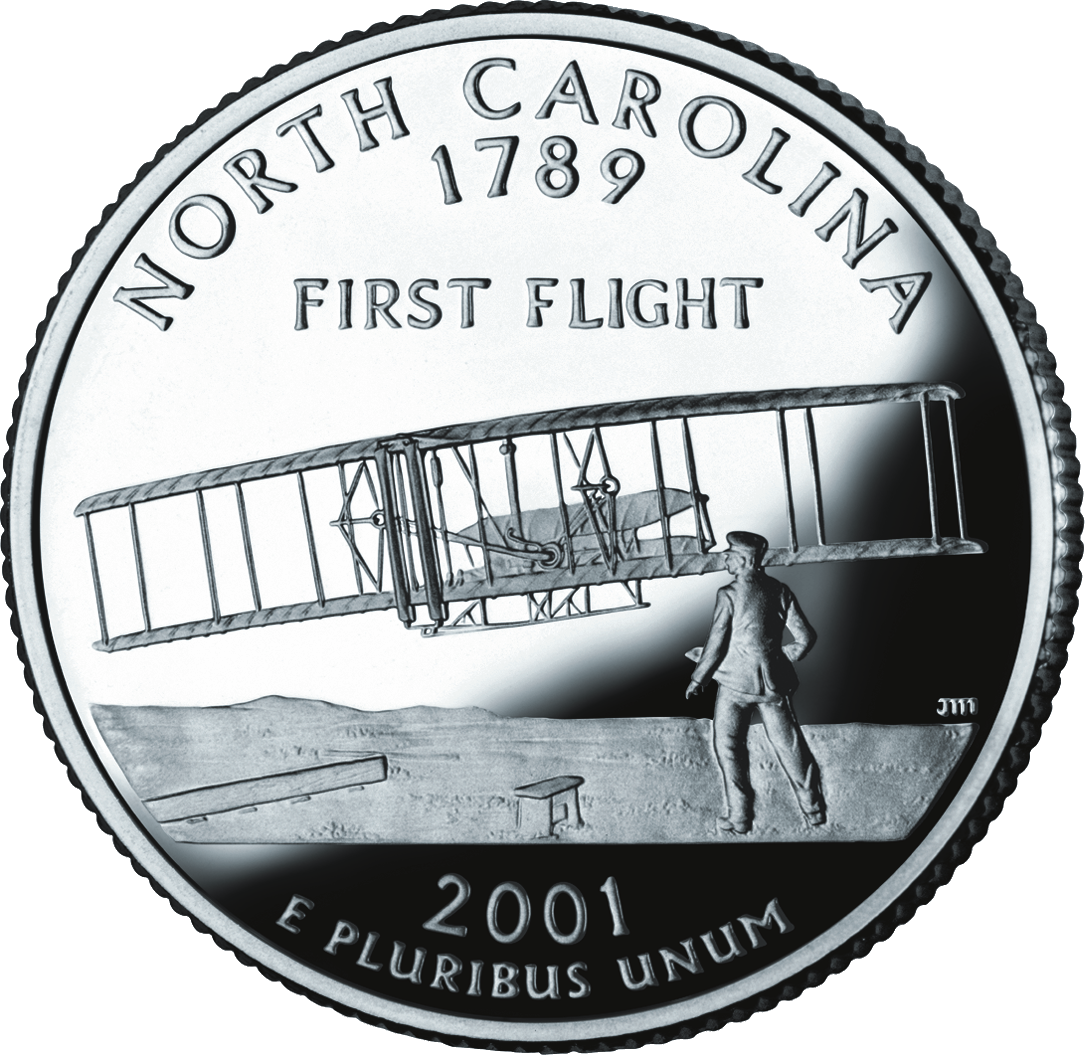
Il 50 State Quarter della Carolina del Nord, una moneta commemorativa da un quarto di dollaro emessa nel 2001, celebra il primo volo dei Wright.

Kitty Hawk è una cittadina statunitense situata nella contea di Dare, nella Carolina del Nord. La popolazione era di 2 991 abitanti al censimento del 2000.
Collocata sugli Outer Banks, la lunga spiaggia battuta dal vento che disegna la costa della Carolina del Nord, Kitty Hawk fu il sito dei primi esperimenti di volo dei fratelli Wright (con alianti e aeroplani) tra il 1900 e il 1903; i due pionieri dell'aviazione vi fecero poi ritorno ancora, sporadicamente, nel 1908 e nel 1911, ma la città è tuttora famosa soprattutto per aver ospitato il 17 dicembre 1903 il primo volo del Wright Flyer, che è spesso considerato il primo aereo a motore ad aver compiuto un volo controllato e prolungato con un pilota a bordo.

## Geografia, demografia, storia
Secondo lo United States Census Bureau, la sua superficie è di 21,3 km² (8,23 sq mi). Di essi, 21,20 km² (8,18 sq mi) sono terraferma e 0,123 km² (0,0476 sq mi, lo 0,579%) sono specchi d'acqua.
Al censimento del 2000 la popolazione di Kitty Hawk ammontava a 2 991 unità; nella città c'erano 1 265 nuclei familiari e 866 famiglie. La densità di popolazione era di 141,2 abitanti/km².
L'insediamento di Kitty Hawk nacque all'inizio del XIX secolo con il nome di Chickahawk. Nel corso dell'Ottocento rimase una città di mare di provincia dedita prevalentemente alla pesca. Nell'anno 1900, per via delle sue spiagge sabbiose e del suo clima caratterizzato dal vento forte e costante, venne scelta da Wilbur e Orville Wright come sito per le loro prime sperimentazioni con gli alianti. Nel 1903, in una località 6 km a sud di Kitty Hawk nota come Kill Devil Hills, i Wright fecero volare il loro primo velivolo motorizzato, il Wright Flyer.

## Amministrazione

### Gemellaggi
- Coulaines (dal 2005)